# Dubiaranea signifera
Dubiaranea signifera là một loài nhện trong họ Linyphiidae. Loài này được phát hiện ở Bolivia.